# أوغوي العليا
أوغوي العليا هي أقصى جنوب شرق مقاطعات الغابون التسعة. سميت على اسم نهر أوغوي. تبلغ مساحتها 36,547 كيلومتر مربع. عاصمة المقاطعة هي فرانسفيل. إحدى صناعاتها الأساسية هي التعدين، حيث يوجد المنغنيز والذهب واليورانيوم في المنطقة. يأخذ معدن الفرانسيفيلايت الحامل لليورانيوم اسمه من المدينة الرئيسية. إنها الموطن التاريخي لثلاث حضارات، أوبامبا، ندزيبي [الفرنسية] وتيكي. وكما هو الحال في العديد من المناطق في أفريقيا، فقد أفسحت الاستخدامات التقليدية للأرض المجال للهجرة من الريف إلى المدن الكبرى. وفي أغسطس 2006، فاز ناديها لكرة القدم بكأس استقلال الغابون.